# Andree Juliette Brun
Andree Juliette Brun (* 1924 in Paris; † 23. März 1989 in Miami) war eine französische Pianistin.
Andree Juliette Brun studierte bei Marguerite Long, Alfred Cortot und Marcel Ciampi. Mit acht Jahren gab sie ihr erstes Konzert. Am Conservatoire de Paris gewann sie einen ersten Preis im Klavierspiel. 1972 debütierte sie in der Carnegie Hall, wo sie dann regelmäßig, auch mit ihrer Schwester Alberte Brun, konzertierte. Weltweit spielte sie über 1000 Konzerte.
Im Laufe ihres Lebens wohnte Andre Juliette Brun in Los Angeles, dort verheiratet mit dem Operntenor Orlin Witcraft, Miami, Buenos Aires und New York City. Und über viele Jahre war Brun Präsidentin der Miami Beach Community Concert Association, welche ihren Sitz am Jackie Gleason Theater in Miami Beach hatte. 
Andree Juliette Brun starb im Alter von 65 Jahren, am 23. März 1989, an Lungenkrebs. 
Um ihrer Leistungen zu gedenken, wurden fünf Bronzebüsten bei Frank Colson, einem Bildhauer aus Sarasota in Florida beauftragt. Die Büsten wurden im Jackie Gleason Theater aufgestellt, jedoch bei einer Renovierung verstaut. James W. (Jim) Anderson (1926–2014), Witwer und zweiter Ehemann von Andree Juliette Brun, bat 2013 die City of Miami Beach, diese wieder aufzustellen.

## Tondokumente
- Chopin, Mozart, Debussy: A Piano Recital. (Eroica und Megaphon 2007).